# Sjukvårdsregion Mellansverige
Sjukvårdsregion Mellansverige är en sjukvårdsregion som omfattar Dalarnas, Gävleborgs, Södermanlands, Uppsala, Värmlands, Västmanlands och Örebro län. Befolkningen inom regionen uppgår till 2 152 421 (2025-03-31) invånare. Sjukvårdsregionen har två regionsjukhus vilka är Akademiska sjukhuset i Uppsala och Universitetssjukhuset i Örebro.
Sjukvårdsregionen hette till och med 2020 Uppsala-Örebro sjukvårdsregion.

## Medlemmar
Sjukvårdsregion Mellansverige leds av ett kommunalförbund bestående av följande regioner:

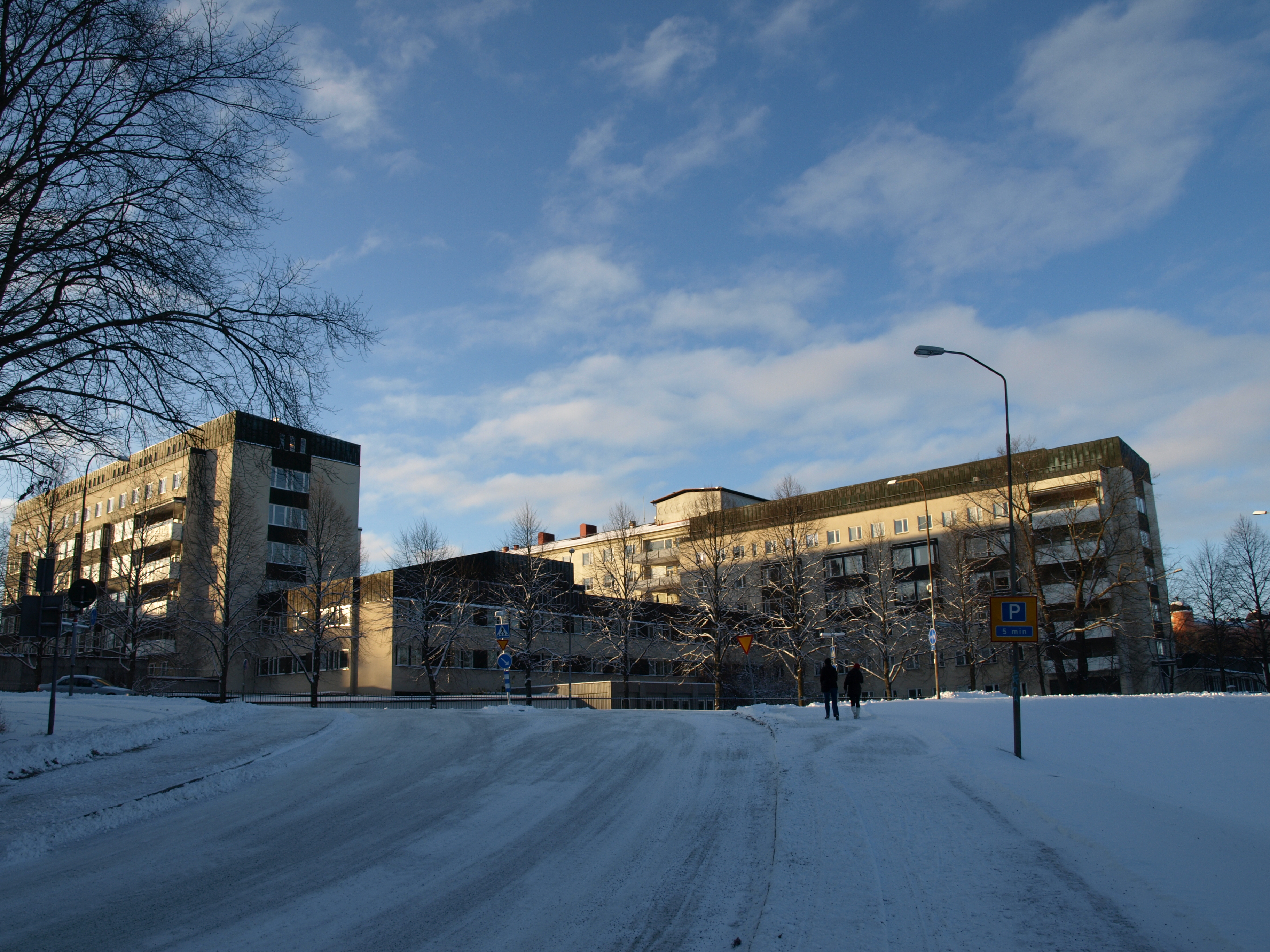
Akademiska sjukhuset i Uppsala.

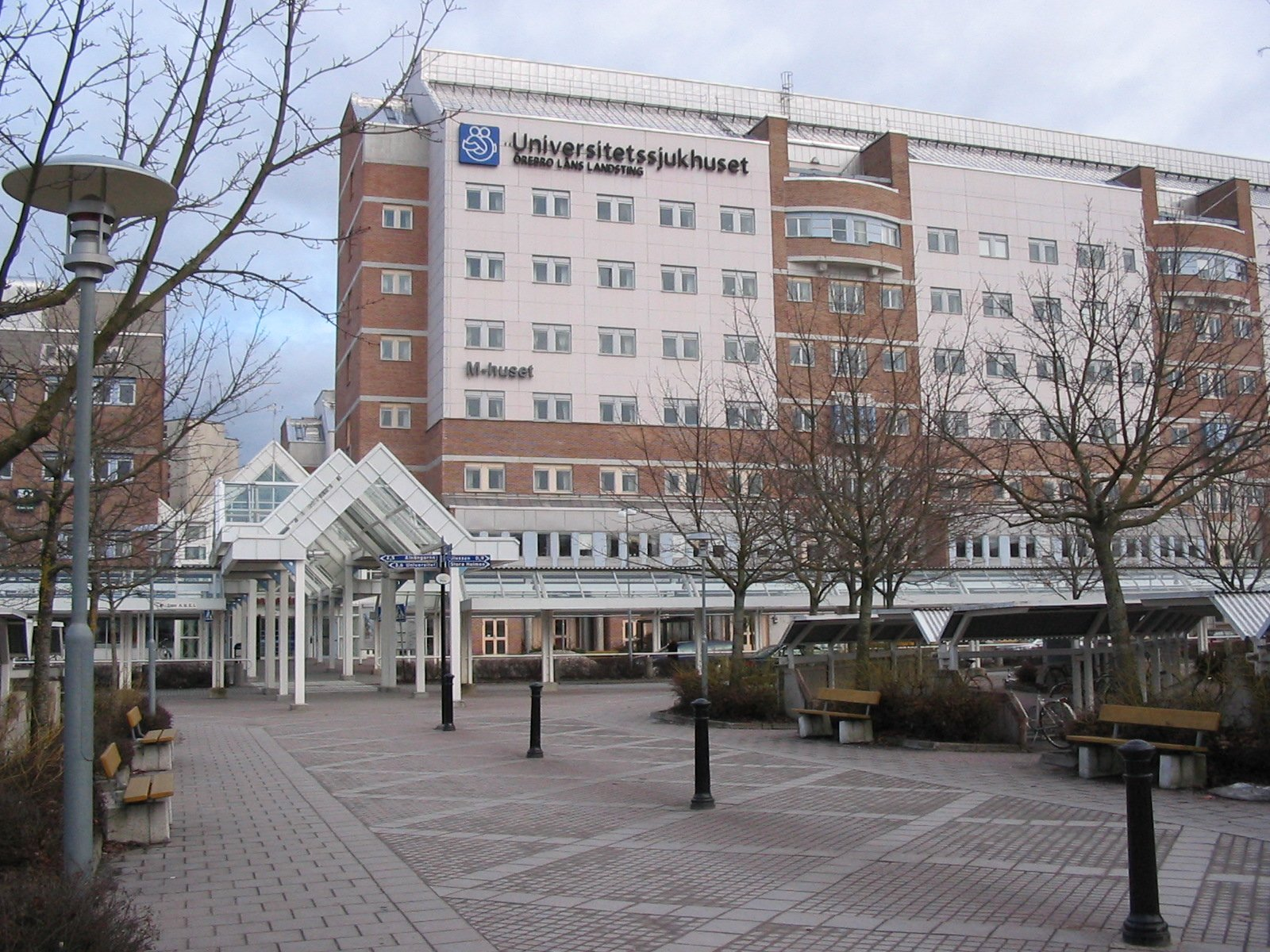
Universitetssjukhuset i Örebro.

- Region Dalarna
- Region Gävleborg
- Region Sörmland
- Region Uppsala
- Region Värmland
- Region Västmanland
- Region Örebro län